# Helicogloea alba
Helicogloea alba är en svampart som först beskrevs av Edward Angus Burt, och fick sitt nu gällande namn av Couch 1949. Helicogloea alba ingår i släktet Helicogloea och familjen Phleogenaceae.   Inga underarter finns listade i Catalogue of Life.